# Giżycko

Giżyckos vapen.

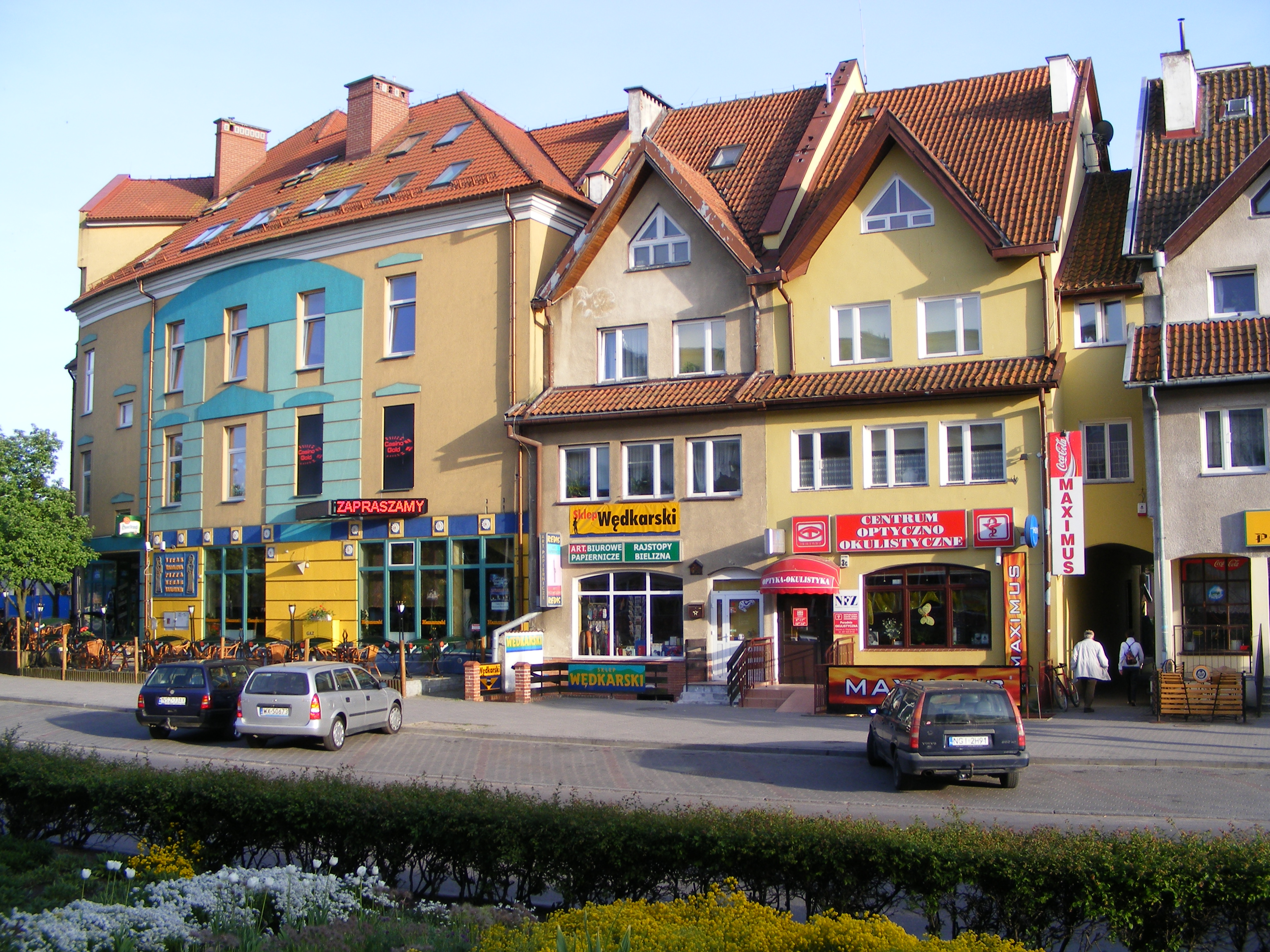
Vy från Giżyckos centrum.

Giżycko (tyska: Lötzen) är en stad i Ermland-Masuriens vojvodskap i nordöstra Polen. Orten, som omnämns som Letzenburg i ett dokument från år 1340, hade 29 947 invånare år 2013.